# Salmon Eye
Das Salmon Eye (Lachsauge) ist ein schwimmendes Kunstgebäude mit Museum, Restaurant und Innovationszentrum zur Forschung nachhaltiger Nahrungsmittel (Aquakultur) der Zukunft.
Es liegt wie ein glänzender Kiesel auf dem Wasser des Hardangerfjords außerhalb von Rosendal (Norwegen) in einer 100 Meter tiefen Bucht. Es ist mit einem großen Anker am Fjordboden festgemacht und kann dank seiner Gestaltung bis zu 4 Meter hohen Wellen widerstehen.
Entworfen wurde die rund 1000 Quadratmeter große und 1256 Tonnen schwere begehbare schwimmende Kunstinstallation von Kvorning Design aus Kopenhagen. Gefertigt wurde das weltweit einmalige architektonische Kunstwerk von Marketex Marine aus Estland. Die 9.275 Edelstahlschuppen, mit denen das Gebäude verkleidet ist, imitieren die glänzende, silbrige Haut eines Lachses. Seinen Namen verdankt das Bauwerk nicht allein seiner Oberfläche, sondern auch seiner Form, die an das Auge eines Fisches erinnert.
Das 25 × 30 Meter breite und über 14 Meter hohe ellipsenartige Gebäude aus rostfreiem Stahl beherbergt auf vier Ebenen, von denen eine unter Wasser liegt, sowohl ein interaktives Museum als auch das Fine Dining Restaurant Iris in dem nur 24 Gäste Platz haben. Zudem ist es mit einer kleinen Dachterrasse ausgestattet.
„Salmon Eye“ ist ein Projekt der Brüder Sondre und Erlend Eide, Fischzüchter in dritter Generation und Inhaber des Lachsproduzenten Eide Fjordbruk. Eröffnet wurde es am 2. September 2022, unter den zahlreichen prominenten Gästen war auch der norwegische Fischereiminister Bjørnar Skjæran.
Das Restaurant wurde einige Monate später im Juni 2023 eröffnet, geleitet wird es von der dänischen Starköchin Anika Madsen. Alle Zutaten ihres innovativen 18-Gänge-Menüs kommen aus der Region.

„Hier haben wir das große Privileg, unsere Gäste zu den Zutaten zu bringen und nicht umgekehrt.“

Besucher erreichen es ausschließlich von Rosendal aus mit zwei objekteigenen Elektro-Speedbooten.
2024 wurde das „Salmon Eye“ mit dem German Design Award in Gold für seine Excellent Architecture ausgezeichnet.
Zudem wurde 2024 auch das Restaurant Iris mit einem Michelinstern ausgezeichnet und vom TIME Magazin als schönster magischer Ort zum Besuchen gekürt.
Ein ähnliches Projekt und Bauwerk ist das Paneum, ein Museum des Lebensmittelherstellers Backaldrin in Asten (Oberösterreich).